# Hugh Kenner
Hugh Kenner, né à Peterborough en Ontario au Canada le 7 janvier 1923 et mort le 24 novembre 2003, est un professeur et critique littéraire canadien.

## Biographie
Il écrit La poésie d'Ezra Pound (1951) à la suite de sa rencontre avec ce dernier, dans un hôpital en 1948. Devenus amis, Ezra Pound lui inspire le livre: The Rose in the Steel Dust. En 1950, il devient docteur èn littérature à l'Université Yale, grâce à James Joyce: Critique in Progress, qui deviendra en 1956 : Dublin's Joyce. Il enseigne dans différentes universités prestigieuses : l'Université de Californie, à Santa Barbara, l'Université Johns Hopkins (de 1973 à 1990), et l'Université de Georgie (de 1990 à 1999). Il décède le 23 novembre 2003.

## Œuvres
- Paradox in Chesterton (1947)
- The Poetry of Ezra Pound (New Directions, 1951)
- Wyndham Lewis: A Critical Guidebook (1954)
- Dublin's Joyce (Indiana University Press, 1956; rpt., Columbia University Press, 1987)
- Gnomon: Essays in Contemporary Literature (1959)
- The Art of Poetry (L'Art de la Poésie) (1959)
- The Invisible Poet: T.S. Eliot (1959; rev. ed, 1969)
- Samuel Beckett: A Critical Study (Grove Press, 1961; rev. ed., 1968)
- T.S. Eliot: A Collection of Critical Essays (editor) (Prentice-Hall, 1962)
- The Stoic Comedians: Flaubert, Joyce, and Beckett (1962) (illustrated by Guy Davenport)
- Seventeenth Century Poetry: The Schools of Donne & Jonson (editor) (1964)
- Studies in Change: À Book of the Short Story (editor) (1965)
- The Counterfeiters: An Historical Comedy (Indiana University Press, 1968; The Johns Hopkins University Press, 1985) (illustrated by Guy Davenport)
- The Pound Era (University of California Press, 1971)
- Bucky: À Guided Tour of Buckminster Fuller (William Morrow, 1973)
- A Reader's Guide to Samuel Beckett (Farrar, Straus & Giroux, 1973)
- A Homemade World: The American Modernist Writers (Alfred A. Knopf, 1975)
- Geodesic Math and How to Use It (1976)
- Ulysses (George Allen & Unwin, 1980; rev. ed., The Johns Hopkins University Press, 1987)
- The Mechanic Muse (Oxford University Press, 1987)
- A Colder Eye: The Modern Irish Writers (Alfred A. Knopf, 1983)
- A Sinking Island: The Modern English Writers (1988)
- Mazes: Essays (North Point Press, 1989)
- Historical Fictions: Essays (University of Georgia Press, 1995)
- Chuck Jones: À Flurry of Drawings (1994)
- The Elsewhere Community (2000)